# Vidöåsen
Vidöåsen – miejscowość (tätort) w Szwecji, w regionie administracyjnym (län) Värmland, w gminie Hammarö.
Według danych Szwedzkiego Urzędu Statystycznego liczba ludności wyniosła: 277 (31 grudnia 2015), 292 (31 grudnia 2018) i 285 (31 grudnia 2019).